# بخش له سبل-دولون
بخش له سبل-دولون (به فرانسوی: Arrondissement des Sables-d'Olonne) یک بخش در فرانسه است که در وانده واقع شده‌است.